# Catopsalis
Catopsalis Cope, 1882 è un genere di mammiferi erbivori arboricoli estinti del Paleocene del Nord America, sebbene alcuni ritrovamenti dal Canada possano riferirsi al Cretaceo superiore. Questo animale era un membro relativamente grande dell'ordine dei Multituberculata. La maggior parte dei multitubercolati infatti era di dimensioni ridotte.
Un tempo questo genere era costituito formalmente anche dai resti di specie del cretaceo superiore ritrovati in Mongolia, ma successivamente quel materiale venne ascritto ai generi Djadochtatherium e Catopsbaatar. Catopsalis viene collocato nell'ordine dei Cimolodonta ed è membro della superfamiglia dei Taeniolabidoidea. Il genere fu classificato da E.D. Cope nel 1884 ed è stato in parte definito come Polymastodon.

## Sistematica
La specie Catopsalis alexanderi fu classificata da M.D. Middleton nel 1982. I suoi resti vennero ritrovati tra la fauna locale di Littleton dell'età Puercana del Paleocene in Colorado, Montana e Wyoming (USA), e datati tra i 65 e i 63 milioni di anni fa. Alcuni resti di questa specie furono inizialmente ascritti a C. foliatus e C. joyneri. Degli esemplari sono custoditi al Museo americano di storia naturale di New York e al Museo di storia naturale Peabody dell'università di Yale. Questa era una specie relativamente pesante tra i multitubercolati.
La specie Catopsalis calgariensis fu classificata da L.S. Russell nel 1926. I suoi resti furono rinvenuti negli strati del Paleocene di Wyoming e Alberta, in Canada. L'olotipo, ritrovato nel 1924, è nella collezione dell'università dell'Alberta. Materiale successivo è conservato nell'Università del Wyoming. Anche questa specie era relativamente pesante.
La specie Catopsalis fissidens fu classificata da E.D. Cope nel 1884. Era conosciuta anche con il nome di Catopsalis utahensis, prima specie a sé stante ma di recente attribuzione a suo sinonimo, e Polymastodon fissidens (Cope, 1884). I suoi resti vennero ritrovati in Nuovo Messico, negli strati del Torrejoniano (Paleocene) del bacino fluviale di San Juan, e nei depositi del Dragon Canyon dello Utah . L'Università del Wyoming vanta dei possibili resti. Questa specie era molto pesante.

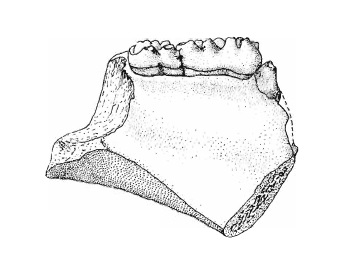
Mandibola parziale di Catopsalis foliatus, olotipo

La specie Catopsalis foliatus venne classificata da E.D. Cope in 1882. Era conosciuta anche come C. johnstoni (Fox, 1989) e Polymastodon foliatus (Cope 1884). I suoi resti furono scoperti tra gli strati del Puercano (Paleocene)del bacino fluviale del San Juan in Nuovo Messico e nella Formazione Ravenscrag in Canada. C. johnstoni, dal Saskatchewan, è anch'esso nella collezione dell'università dell'Alberta. Era un peso massimo tra i multituberculata.
La specie Catopsalis waddleae fu classificata da G.A. Buckley nel 1995. fu rinvenuta nei depositi del Puercano della Simpson Quarry nel Montana. Comparata alle altre specie era molto più pesante. Recentemente sono stati scoperti resti di questa specie negli strati delle Idaho panhandle (Idaho.

## Tassonomia
- Superfamiglia Taeniolabidoidea Granger & Simpson, 1929 sensu Kielan-Jaworowska & Hurum, 2001
  - Famiglia Taeniolabididae Granger & Simpson, 1929
    -       - Genere †Catopsalis Cope, 1882
        - Specie †C. alexandri Middleton, 1982
        - Specie †C. waddleae Buckley, 1995
        - Specie †C. calgariensis Russell, 1926

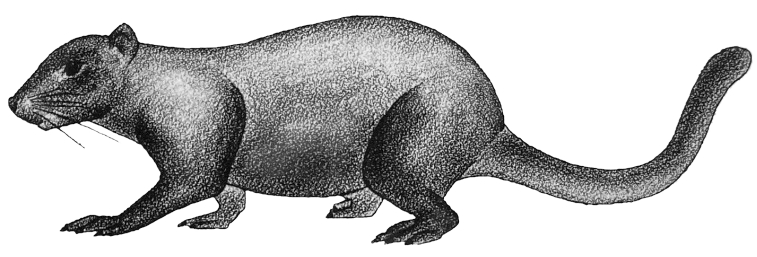
Ricostruzione di Catopsalis utahensis (=C. fissidens)

        - Specie †C. fissidens (Cope, 1884) [Catopsalis utahensis Gazin, 1939]
        - Specie †C. foliatus Cope, 1882

- -     -       - Genere †Prionessus Matthew & Granger, 1925
        - Specie †P. lucifer Matthew & Granger, 1925

      - Genere †Lambdopsalis Chow & Qi, 1978
        - Specie †L. bulla Chow & Qi, 1978

      - Genere †Sphenopsalis Matthew, Granger & Simpson, 1928
        - Specie †S. nobilis Matthew, Granger & Simpson, 1928

      - Genere †Taeniolabis Cope, 1882
        - Specie †T. lamberti Simmons, 1987
        - Specie †T. taoensis (Cope, 1882)